# 체외막산소공급
체외 막 산소공급(體外 幕 酸素供給) 또는 에크모(영어: extracorporeal membrane oxygenation, ECMO 또는 extracorporeal life support, ECLS)는 환자의 심폐기능이 정상적이지 않은 경우 부착하여 환자의 순환기기능을 보조하기 위해 사용한다. 체외막산소화장치는 이산화탄소를 걸러 산소를 주입하는 기능을 한다.

## 같이 보기
- 만성 폐쇄 폐 질환